# A Sokorói-dombság látnivalói
A Sokorói-dombság látnivalói a tájegységen belül szétszórtan találhatók meg. Megtekintésük egy vagy kétnapos gyalogos, kerékpáros túrával megoldható. Ma már több lehetőség adódik, hogy a körzeten belül szálláslehetőséget találjanak az előre be nem jelentett látogatók. Ezenkívül jó kikapcsolódási lehetőséget nyújt a tájegység mélyebb megismerésére az erdők, dombok felkeresése. Az itt termelt híres borok megkóstolása és más termékek megismerése is e táj felfedezését jelentheti.

## Szakrális, kulturális emlékek

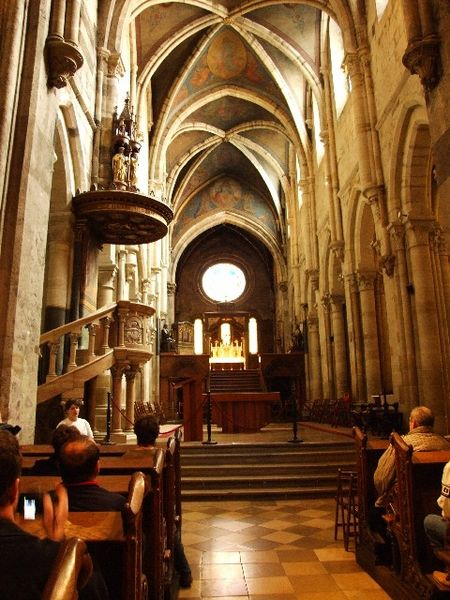
A bazilika belülről

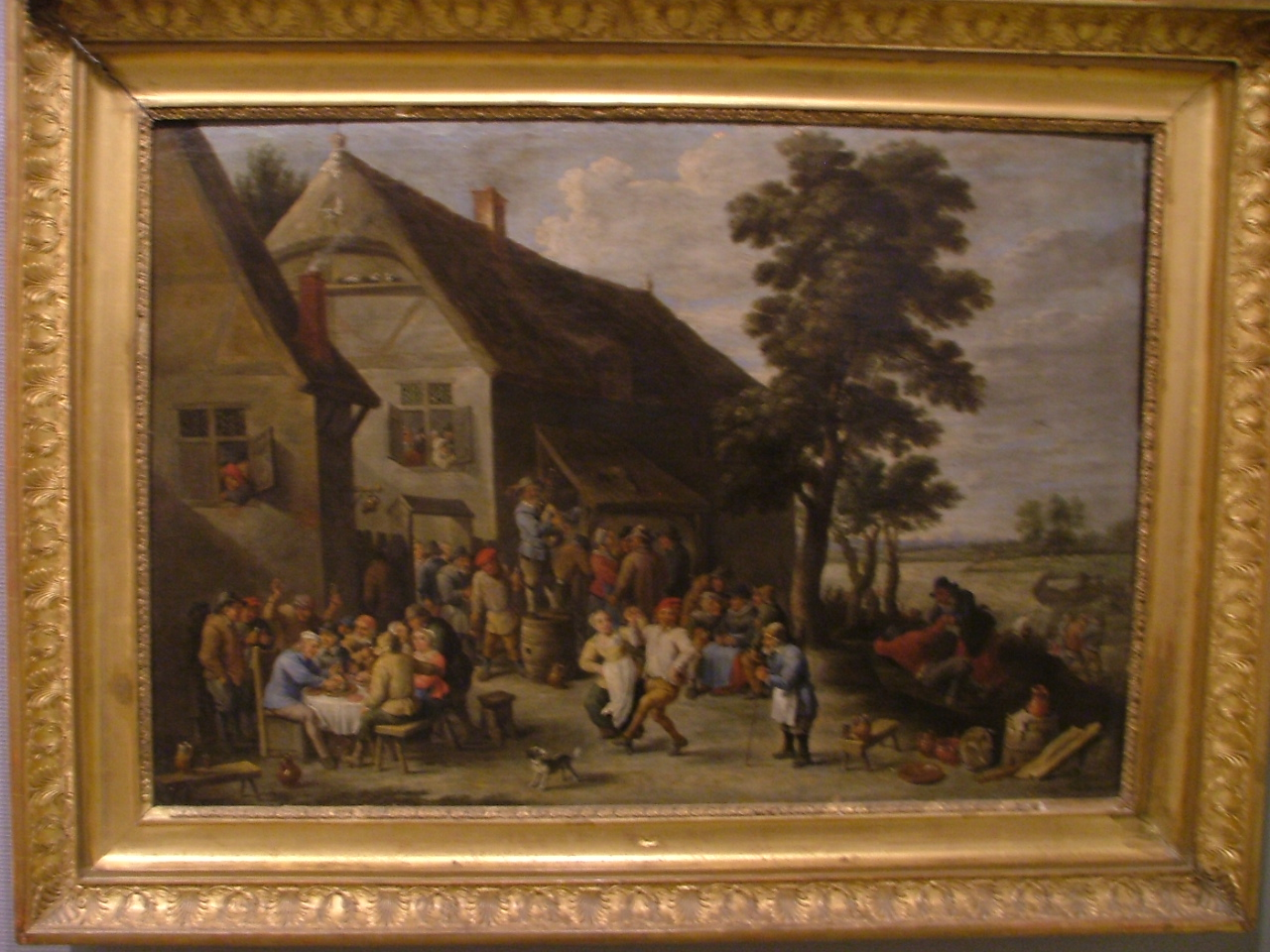
Brüsszeli búcsú

### Pannonhalmi Bencés Főapátság
- - A főapátság a magyar történelem egyik kiemelkedő becses emlékhelye, egyházi és művészettörténeti központ, a világörökség része. Magyarország egyik leglátogatottabb turisztikai célpontja. Pannonhalma természeti adottságai és a főmonostor vonzereje miatt a nagyközség a turisztikai iparágra rendezkedett be. A páratlan látnivalót nyújtó ezeréves apátság nemcsak építészeti jelentőséggel bír, hanem sokoldalú kiállításaival és gyűjteményeivel egyedülálló kultúrtörténeti emlékeket tár a látogató elé. Ezenkívül katolikus nevelési és oktatási központ.
  - Helytörténeti-régészeti kiállítás (a könyvtár előterében). Az itt elhelyezett vitrinekben a településen és annak környékén talált tárgyi emlékeket állították ki. A leletek többsége a kőkorból, bronzkorból és vaskorból, a római korból, a népvándorlás idejéből és a török korból származik. Híresek az oklevélmásolatok, amelyek közül az egyik az 1001-ből származó pannonhalmi alapítólevél másolata az alapító I. István király aláírásával („Stephanus Rex”). A másik az 1055-ös tihanyi alapítólevél másolata.
  - Műemlék könyvtár. Gyönyörű belső berendezése és festése mellett az igazi érték a könyvtári gyűjtemény. Számos könyvritkasággal rendelkezik: 30 kódex a 13–17. század közötti időszakból, 260 ősnyomtatvány és számos más ritkaság. Állományával, amely jelenleg kb. 360 ezer kötet tartalmaz, a világ legnagyobb bencés gyűjteménye.
  - Apátsági Képtár. A kiállított kb. 30 festmény között holland és flamand, olasz, spanyol, francia, német és osztrák művészek alkotásai láthatók. A gyűjtemény leghíresebb darabja a németalföldi David Teniers Brüsszeli búcsú című festménye. A magyar művészetet Barabás Miklós, Donát János és Jakobey Károly portréi képviselik.

## Természeti látnivalók

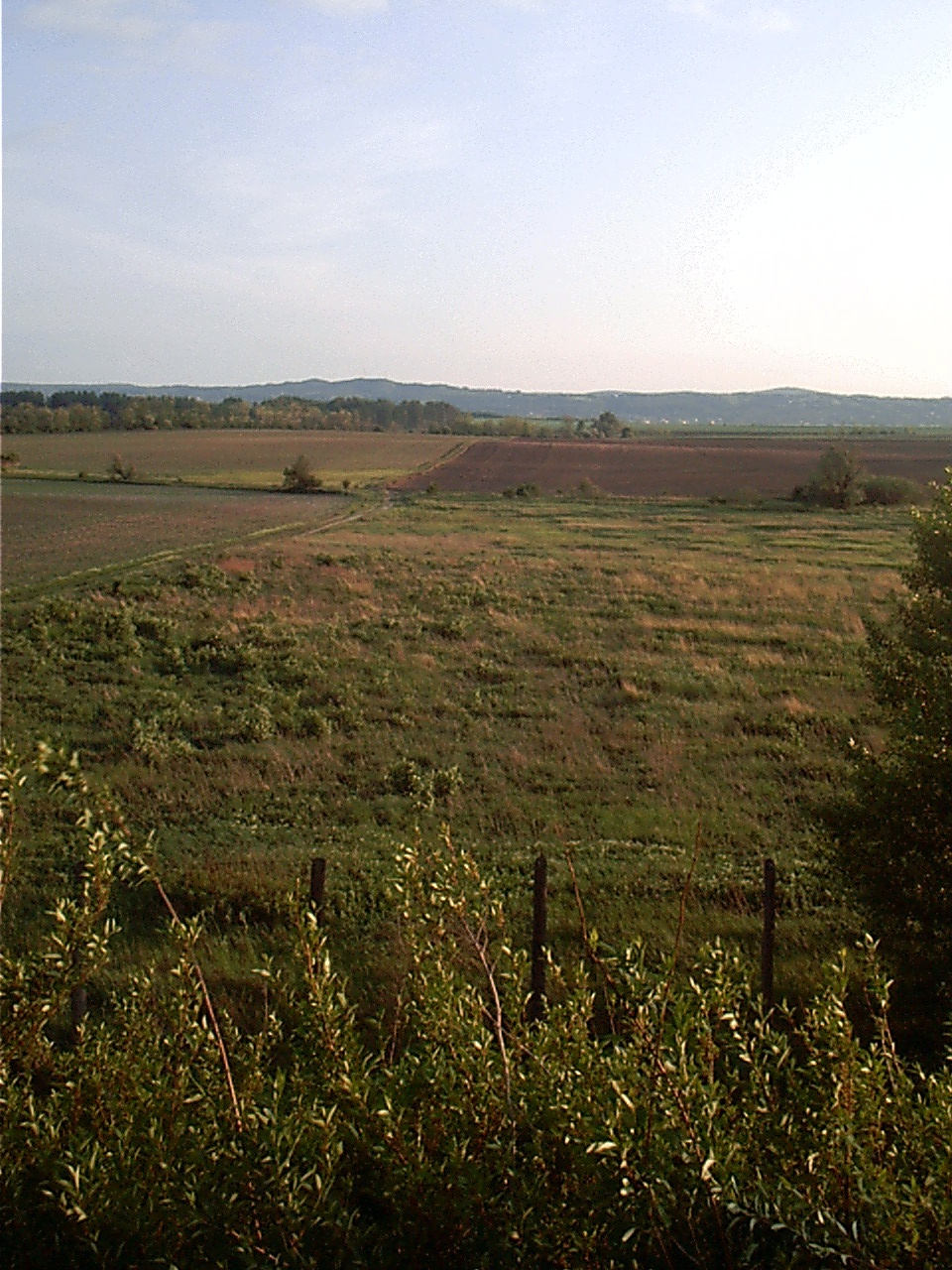
A Sokoró

### Sokorói-dombság
A Sokorói-dombság pannonhalmi, csanaki és szemerei vonulatain, a tájvédelmi körzeten belül csoportos és egyéni szakvezetővel ellátott túrák megszervezése lehetséges. A nyúli lakóházak fölött magasodó dombok tetején kezdődik és a Mária-szobornál végződik Európa egyik legnagyobb homokkőből álló szurdokvölgye, az úgynevezett Szurdik. A 8-10 méter széles szurdokvölgyben keskeny út vezet felfelé, melyet helyenként 15–20 m magasságú függőleges löszfalak határolnak. Az út melletti homokfalból borospincék nyílnak, köztük a Nyúli Mezőgazdasági Szövetkezet jelentős méretű pincerendszer. A Sokorói-dombság legmagasabb pontja 312 méter, ahonnan csodálatos kilátás nyílik a Kisalföld síkságára, amelyen a falu nagyobb része elhelyezkedik. Jó időben Győr pereme is jól látható.

### Béla-kút
Ravazd községet Veszprém felé elhagyva (kb. 50 m-re) egy forrás található. Felette kis négyszögletes alakú barokk kútház emelkedik. Falában márványtábla utal a kúttal kapcsolatos legendára: IV. Béla a tatárok elől menekülve megpihent a forrásnál és ivott annak vizéből. A forrás ma is kínálja friss vizét az arra járóknak, de az úton semmiféle jelzés nem mutat rá. A kúttal átellenben fekvő dombon, alacsony kerítéssel körbevéve áll a Szent Villebald-emlékkereszt. Itt volt Szent Villebald temploma, és a török korban elpusztult régi falu is.

### Rába ring
Écs község nyugati határában, dombok között találjuk a Rába Magyar Vagon- és Gépgyár Rt. 1984-ben épült próbapályáját. A Rába Ringnek nevezett 90 hektáros impozáns létesítményen 1990-től nemzetközi autóversenyeket rendeznek.

## Tájházak a Sokoró-vidéken

### Felpéc
A négyhelyiséges lakóházban 1996 tavaszára helytörténeti, néprajzi kiállítás nyílt. A vegyesfalazatú (föld, sár és kő) épület számos átalakítás, felújítás látható nyomát hordozza magán. Szobái mestergerendáján 1819-es évszám olvasható, feltételezhető azonban, hogy az első építési fázis ennél korábbi. Konyhájában az 1920-as évekből való mászókéményes kemence volt, amit a tulajdonos - néhai Hideg Sándor - átalakított. A ház jelenlegi állapotát a 2004. évben nyert pályázattal a Felpécért Alapítványnak köszönheti. A házat ugyanis az örökösök az Alapítványnak adták ajándékba, hogy ott Tájházat hozzanak létre.

### Gyarmat
A 19. század közepén épült zsellérházban a századforduló tárgyi világát idéző berendezés, és kis helytörténeti gyűjtemény kapott otthont. Az épület minden szerkezete és berendezése eredeti, számos tárgy a ház utolsó lakójától származik.
- Győrújbarát: A gazdagon berendezett L alakuló épület, a hozzá tartozó pincével, kamrával, kerekeskúttal a vidék egyik legteljesebb és legszebb együttese. Az állattartó épületek hiányát az magyarázza, hogy a szőlőhegyen a lakást eltűrték, de az állattartást tiltották a 19. században. A második konyha szabadkéménye még a régi, fonott, sarazott eljárással készült.

### Táp
A tápi szőlőhegy oldalában, szinte a falu középpontjából kiindulva találjuk a Hegysor utca házait. Népi építészeti értéke elsősorban azért egyedülálló országos szinten is, mert szinte egy egész házsor maradt fenn szoros egységben megőrizve a Sokorói-dombság falvaira jellemző 17. századi zsellértelepítések emlékét.

### Tényő
A sárkéményes, soros elrendezésű épület mestergerendáján az 1789-es évszám látható. Berendezésével a 19. század második felének zselléréletét idézi. Búboskemencéjét hagyományosan építették újjá, a kamrában pedig nagyméretű szövőszék található. A telken megtalálható a zsellérporta majd minden gazdasági építménye is, a szín alatt gazdasági eszközök állnak.

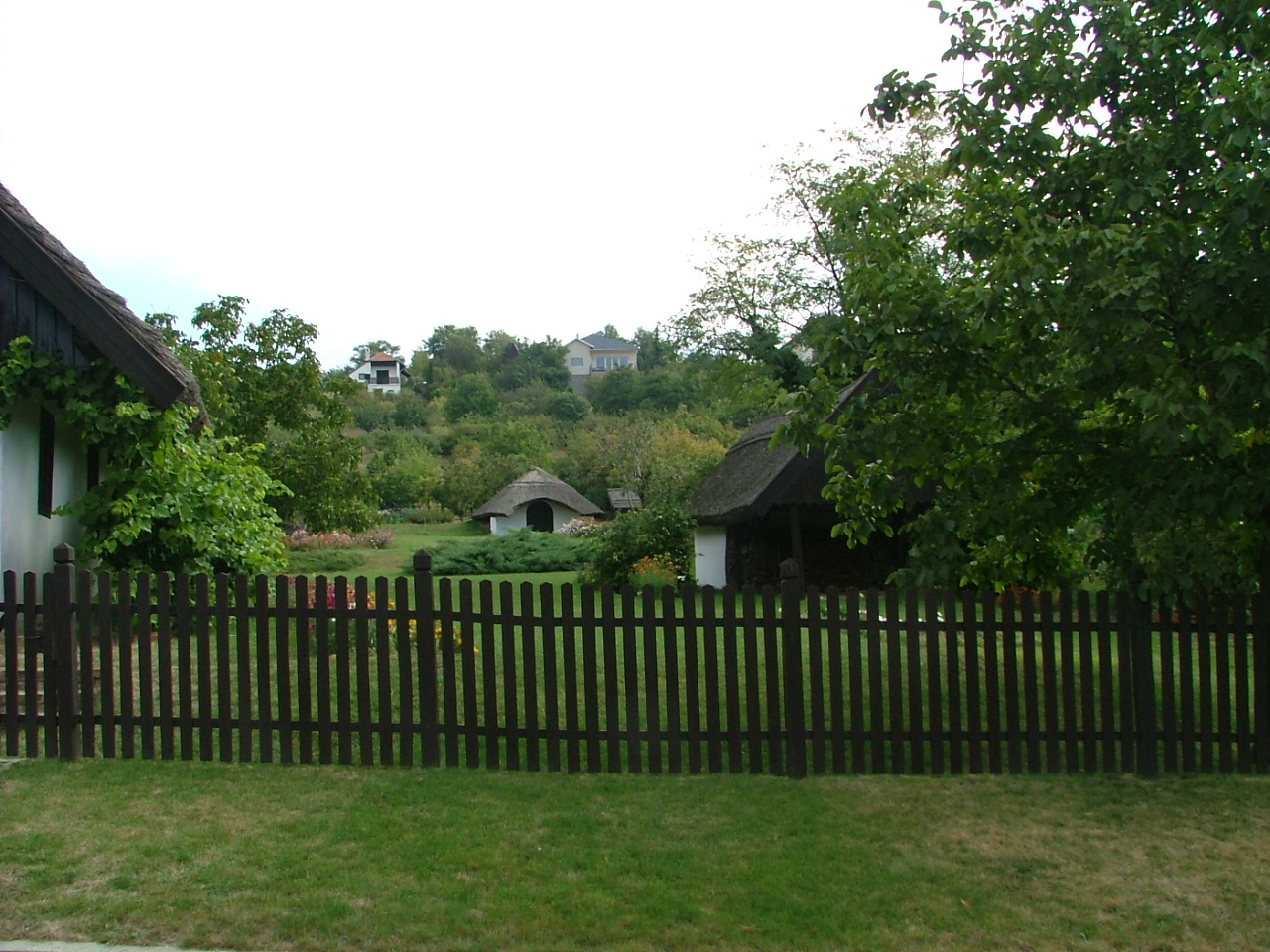
Győrújbarát
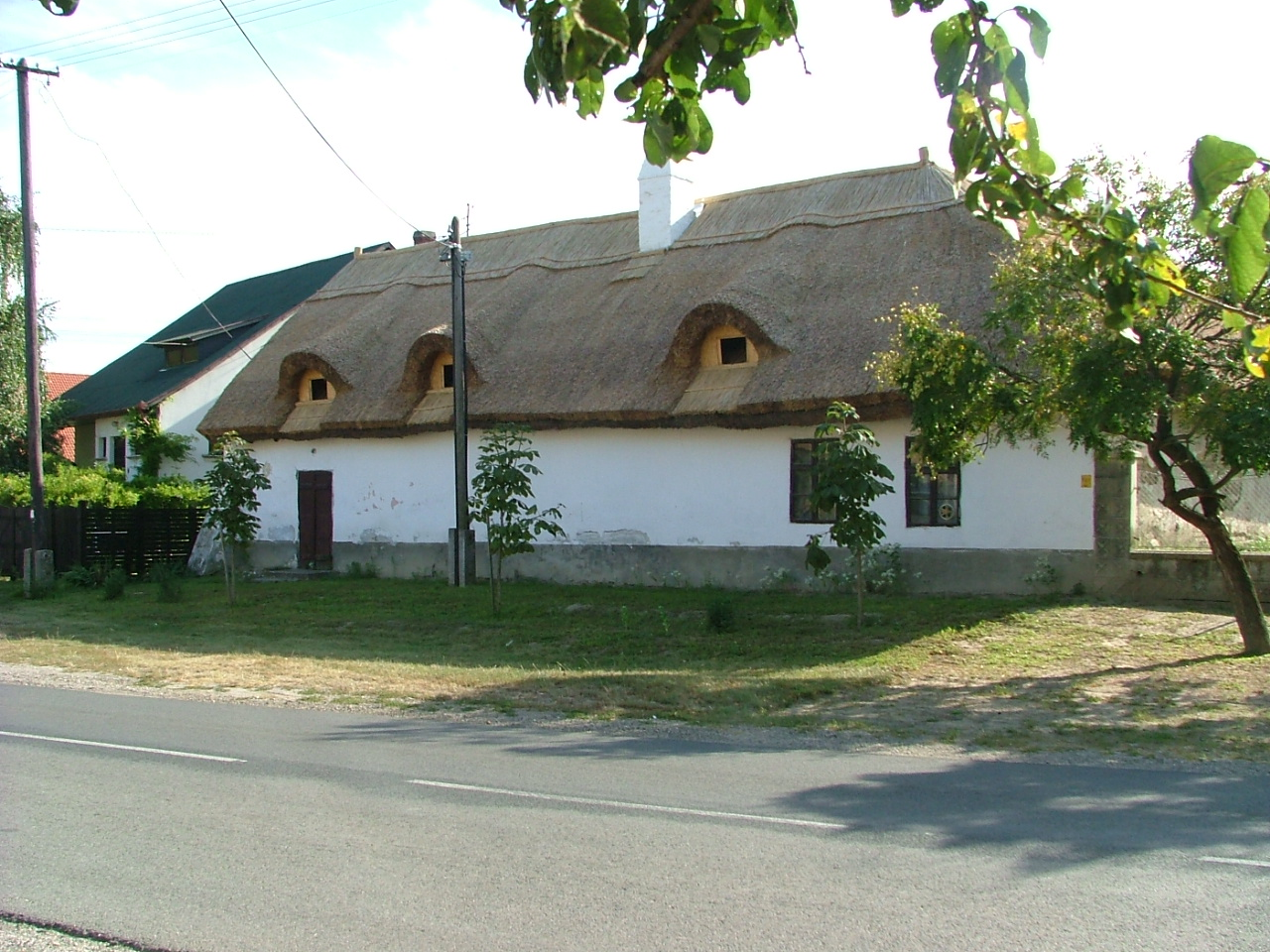
Koroncó
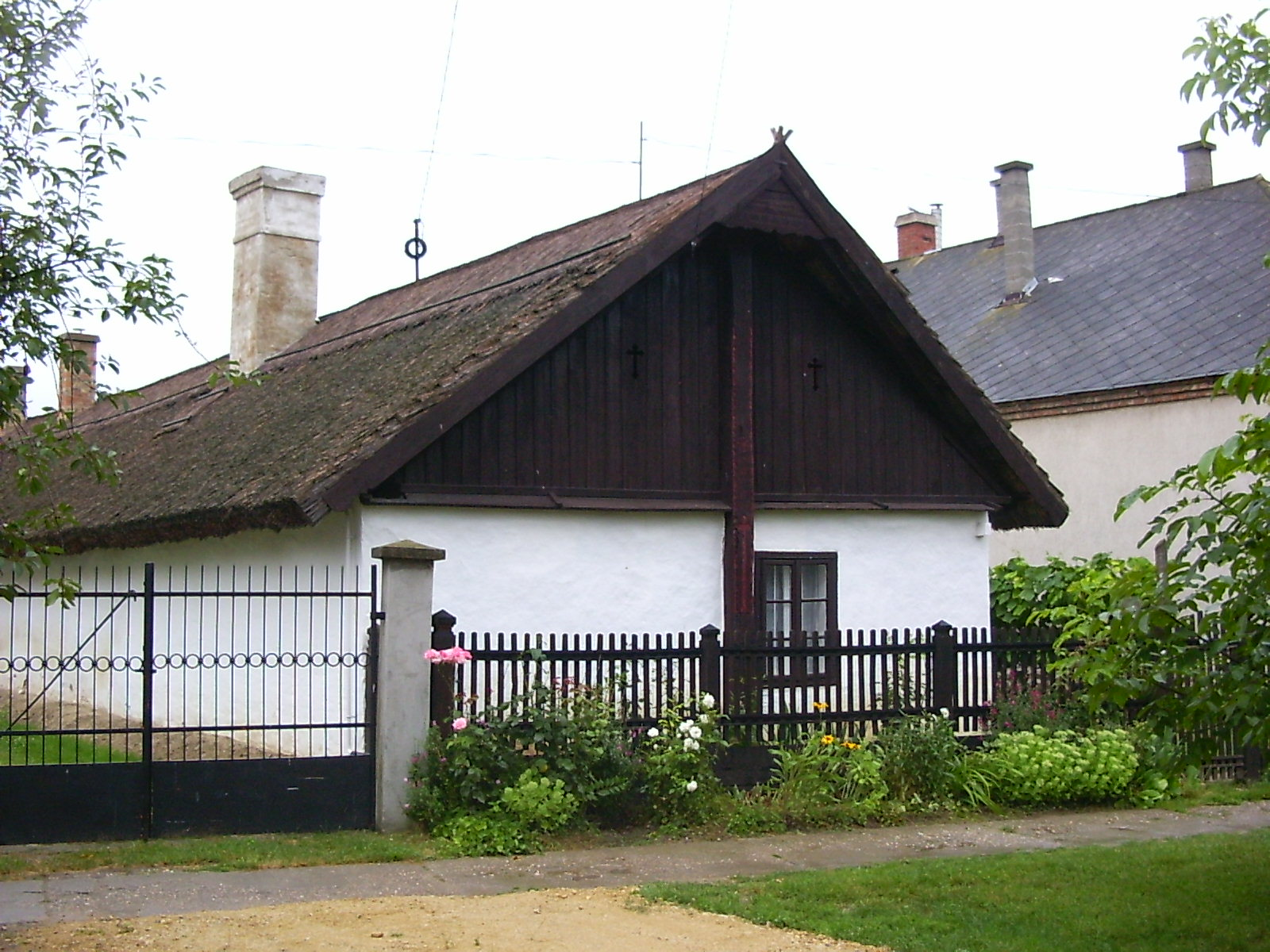
Nyalka
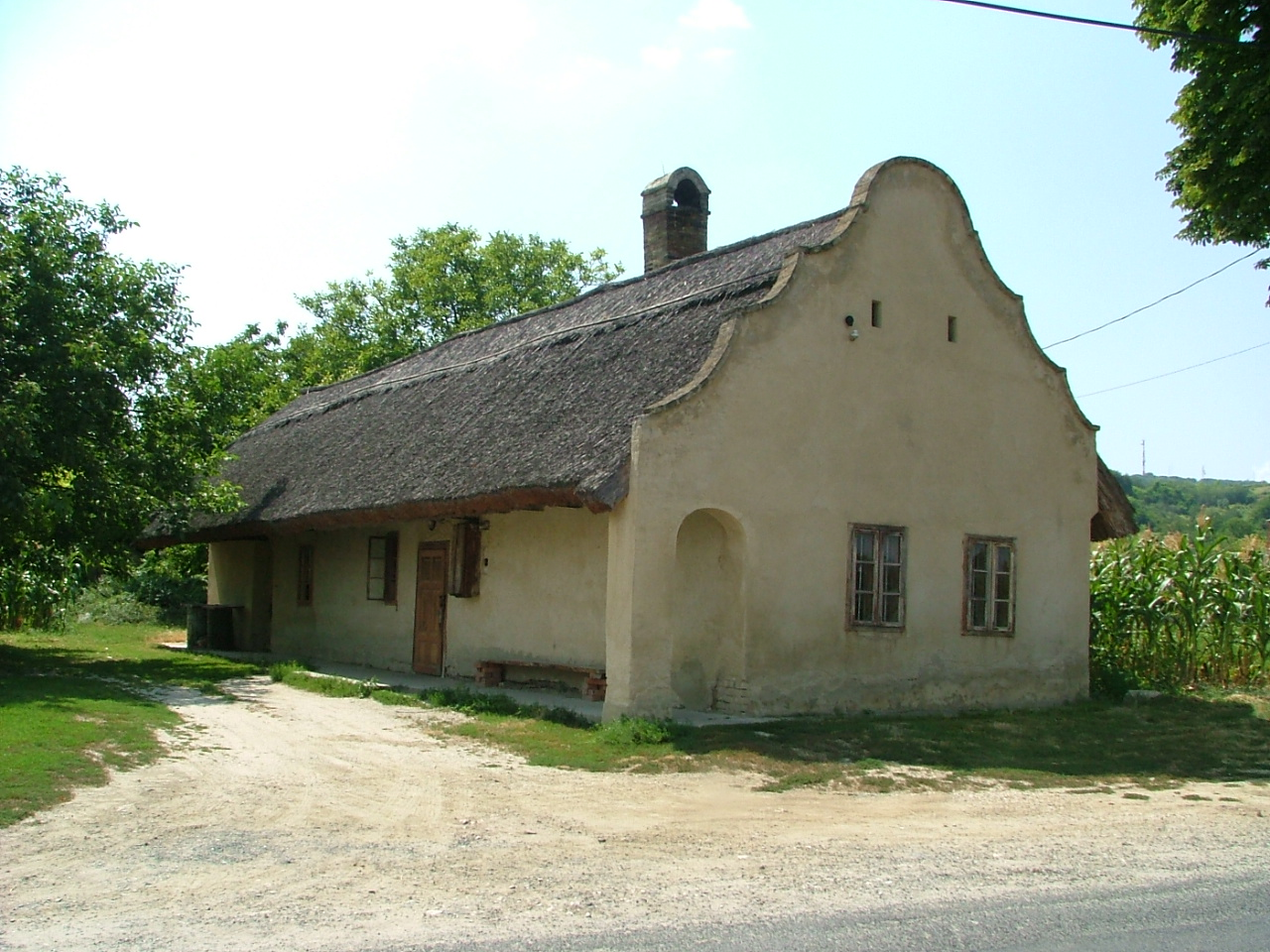
Nyúl
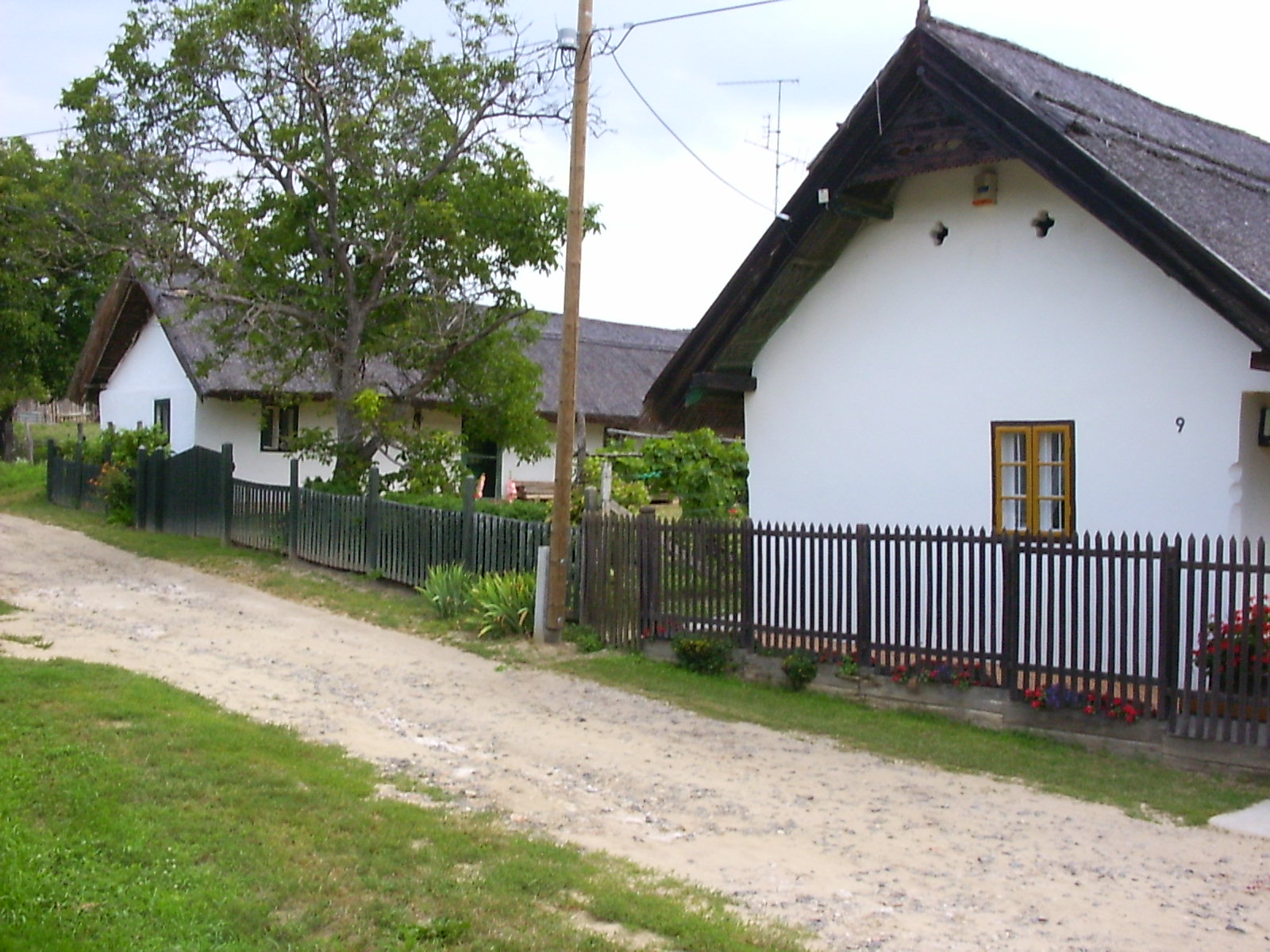
Tényő
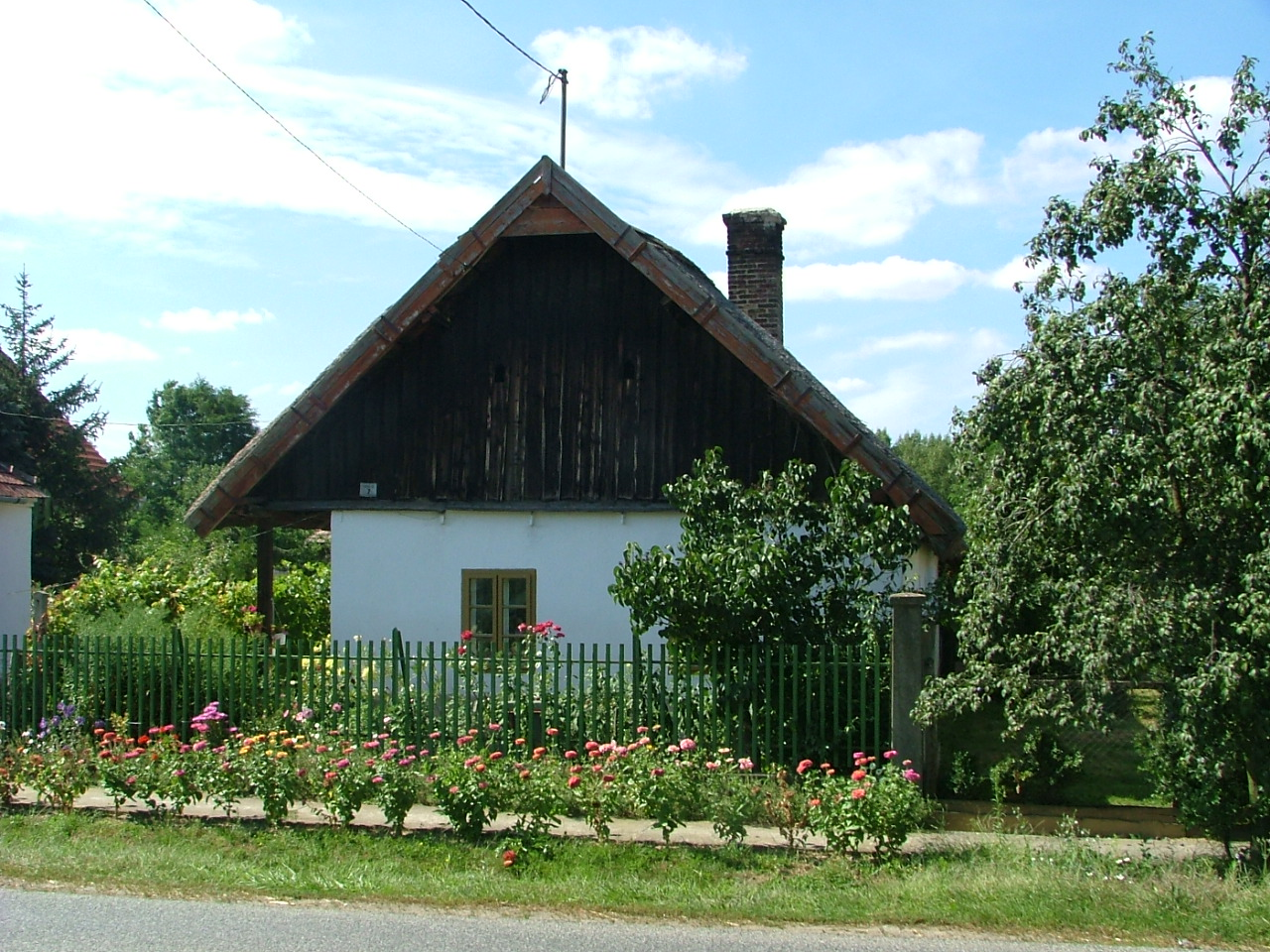
Tét, Szentkút városrész

Sokorópátka
A hagyomány szerint a sokorópátkai Harangozó-hegyen állt hajdan a vörös barátok, vagyis templomos lovagok kolostora, akik meghatározó szerepet játszottak a falu történetében.  Dr. Vehrer Adél saját gyűjtései és írott források alapján foglalta össze mindazt, amit a templomos-mondakör sokorói változatairól tudni lehet.
Ezenkívül szinte mindegyik itt fel nem sorolt településen található egy vagy több műemlék jellegű parasztház.

## Múzeumok, helytörténeti gyűjtemények

### Győr –Ménfőcsanak
- A ménfőcsanaki kastély és kápolna. Ménfőcsanak legvonzóbb történelmi nevezetessége ma kétségkívül a Bezerédj család kastélya és a kápolna. Az épületek a falu szívében a 83-as út mellett, Győr irányából érkezve a jobb oldalon húzódnak meg szerényen. A kápolnát széles körű összefogással tatarozták, így a kápolna ma már méltó külsőben várja a látogatókat. A tervek szerint színvonalas koncerteket, különféle kulturális rendezvényeket tartanak itt. A kápolna szomszédságában álló kastély ma művelődési központként működik. Munkatársai gyakori, változatos programokkal várják a környékbelieket, sokszor még Győrből is érkeznek érdeklődők a rendezvényekre.
- Galgóczi Erzsébet emlékszoba. A ménfőcsanaki Bezerédj-kastélyban 1991. május 17. óta Galgóczi Erzsébet emlékét idéző kiállítás látható. Az emlékszoba, amely az írónő hagyatékából létesült, felidézi alakját és munkásságát, megjelenteti környezetét is, amelyben az utolsó tizenöt évben élt.

### Kajárpéc, Helytörténeti és régészeti gyűjtemény
Nagyon gazdag az ásatásokból származó kajárpéci gyűjtemény, amelyben a kőkorszaki csont- és csiszolt kőeszközöktől a bronzkori és római kori tárgyi emlékeken át a török fegyverekig sokféle érdekes leletet megtalálunk. A kiállítás méltán a legértékesebb darabja egy viking kard, amelyet feltehetően az itt élt besenyők szereztek vagy kaptak ajándékba.